# Роно, Хенри
Хе́нри Ро́но (англ. Henry Rono; 12 февраля 1952, Рифт-Валли — 15 февраля 2024, Найроби) — кенийский легкоатлет, который специализировался в беге на длинные дистанции. Победитель Игр Содружества (на дистанциях 3000 метров с/п и 5000 метров) и Всеафриканских игр (3000 метров с/п и 10 000 метров) 1978 года.
Спортивный сезон 1978 года был пиком его карьеры. В течение 81 дня он установил 4 мировых рекорда. Одним из немногих проигранных в этом году забегов были две мили 15 сентября в Лондоне. Роно был вторым с рекордом Африки, уступив на последней прямой Стиву Оветту, установившему мировой рекорд. Пропустил олимпийские игры 1976 и 1980 годов из-за бойкотов.
Лучший легкоатлет мира по версии журнала Track & Field News 1978 года.

## Биография
Родился в деревне Каптарагон, в округе Нанди-Хиллс. В возрасте 2 лет получил травму лодыжки, в результате которой он смог нормально ходить только в возрасте 6 лет. Когда ему было 10 лет, у него умер отец. Учился в начальной школе в деревне Кибирсанг, что в пяти километрах. В эти годы он начал заниматься бегом. Работал хлебопеком. В день пробегал до 30 километров на чайные плантации, получая 10 долларов.

### Спортсмен
С 1973 по 1977 годы проходил службу в армии. Во время службы он выступал на различных международных соревнованиях. В 1977 году по стипендии уехал в США, где поступил в университет штата Вашингтон. Во время своих лучших выступлений Роно получал до 6000 долларов за старт.
После четырёх лет пребывания в США Роно бросил изучение экономики и психологии.

Америка ничего не дала мне, я сыт ею по горло. Я допустил ошибку. Нарушал режим: слишком много пил пива, чрезмерно ел. Растерял свою спортивную форму.— «Лёгкая атлетика» №5, 1981
В марте 1981 года он переехал в ФРГ учиться в тренерской академии Майнца.

### После спорта
В 1984 году Роно получил степень бакалавра. К этому времени он фактически стал банкротом. Ненадолго обосновался в Кёльне и затем уехал на 2 года в Кению, где создавал учебные программы для тренировок на средние и длинные дистанции. Там же он приобрёл ферму, которую позднее продал. В 1986 году вернулся в США.

### Ветеран
В феврале 2007 года 55-летний Роно объявил, что попытается побить мировой рекорд на милю для возрастной группы 55—59 лет. В том же 2007 году он опубликовал автобиографию «Олимпийская мечта».
В 2019 году Роно вернулся в Кению, где и прожил до конца своей жизни.

## Семья
После фактического банкротства Роно расстался с женой и двумя детьми.

## Результаты

### Соревнования
предварительные забеги
| Год  | Соревнование        | Город    | Дистанция       | Дата       | Результат    | Место         | Видео / Фото / Кинограмма |
| ---- | ------------------- | -------- | --------------- | ---------- | ------------ | ------------- | ------------------------- |
| 1978 | Всеафриканские игры | Алжир    | 10 000 метров   | 20 июля    | 27.58,90 CR* | I             |                           |
| 1978 | Всеафриканские игры | Алжир    | 3000 метров с/п | 25 июля    | 8.15,82 CR*  | I             |                           |
| 1978 | Игры Содружества    | Эдмонтон | 5000 метров     | 8 августа  | 14.02,15     | 1 Q (забег 2) |                           |
| 1978 | Игры Содружества    | Эдмонтон | 5000 метров     | 10 августа | 13.23,04     | I             | ·                         |
| 1978 | Игры Содружества    | Эдмонтон | 3000 метров с/п | 6 августа  | 8.26,3       | 1 Q (забег 2) |                           |
| 1978 | Игры Содружества    | Эдмонтон | 3000 метров с/п | 7 августа  | 8.26,54      | I             | ·                         |

1. ↑  Комментирует Дэвид Коулман[англ.]

| Год  | Чемпионат      | Город    | Дистанция   | Дата      | Результат   | Место       |
| ---- | -------------- | -------- | ----------- | --------- | ----------- | ----------- |
| 1976 | США (NCAA)     | Дентон   | кросс 10 км | 22 ноября | 28.06,60 CR | I           |
| 1977 | США (NCAA)     | Шампейн  | 10 000 м    | 3 июня    |             | 10          |
| 1977 | США (NCAA)     | Спокан   | кросс 10 км | 21 ноября | 28.33,50    | I           |
| 1978 | США (NCAA)     | Юджин    | 5000 м      | 1 июня    | 13.21,8     | 1 (забег 2) |
| 1978 | Великобритании | Лондон   | 5000 м      | 24 июня   | 13.20,78    | I           |
| 1979 | Великобритании | Лондон   | 5000 м      | 14 июля   | 13.27,0     | 4           |
| 1979 | США (NCAA)     | Бетлехем | кросс 10 км | 19 ноября | 28.19,60    | I           |

1. ↑  или Пулмен[уточнить]
2. ↑  Чемпионом стал победитель другого забега Родольфо Чапа[англ.] (13.35,3)
3. ↑  Первый британец Ник Роуз[англ.] был третьим (13.25,44)

### Рекорды
| Дистанция       | Результат       | Место           | Дата             | Видео / Фото / Кинограмма |
| Мировые рекорды | Мировые рекорды | Мировые рекорды | Мировые рекорды  | Мировые рекорды           |
| --------------- | --------------- | --------------- | ---------------- | ------------------------- |
| 3000 м          | 7.32,1          | Осло            | 27 июня 1978     | 1, 2                      |
| 5000 м          | 13.08,4         | Беркли          | 8 апреля 1978    |                           |
| 5000 м          | 13.06,20        | Кнарвик         | 13 сентября 1981 |                           |
| 10 000 м        | 27.22,47        | Вена            | 11 июня 1978     |                           |
| 3000 м с/п      | 8.05,4          | Сиэтл           | 13 мая 1978      |                           |
| Рекорды Африки  |                 |                 |                  |                           |
| 2 мили          | 8.14,66         | Лондон          | 15 сентября 1978 | ·                         |